# Carl David Anderson
Carl David Anderson, ameriški fizik švedskega rodu, * 3. september 1905, New York City, New York, ZDA, † 11. januar 1991, San Marino, Kalifornija. 

## Življenje in delo
Anderson je diplomiral na Kalifornijskem tehnološkem inštitutu. Od leta 1930 je bil zaposlen na tamkajšnjem fizikalnem oddelku. Leta 1939 so ga izvolili za profesorja. Raziskoval je vesoljske delce. Leta 1932 je odkril pozitron. Leta 1936 je skupaj z Victorjem Franzom Hessom kot do tedaj najmlajši znanstvenik prejel Nobelovo nagrado za fiziko. 
Z Neddermeyerjem je pri raziskovanju kozmičnih žarkov leta 1938 odkril pozitivne in negativne delce »mezotrone« (mione), ki jih je dve leti prej napovedal Hideki Jukava.